# Columbus, Illinois
Columbus är en ort i Adams County i delstaten Illinois, USA. År 2000 hade orten 112 invånare. Den har enligt United States Census Bureau en area på 0,6 km², allt är land.